# (11556) 1993 DV
(11556) 1993 DV es un asteroide perteneciente al cinturón de asteroides, región del sistema solar que se encuentra entre las órbitas de Marte y Júpiter, descubierto el 21 de febrero de 1993 por Seiji Ueda y el astrónomo Hiroshi Kaneda desde el Kushiro Marsh Observatory, Hokkaido, Japón.

## Designación y nombre
Designado provisionalmente como 1993 DV.

## Características orbitales
1993 DV está situado a una distancia media del Sol de 2,606 ua, pudiendo alejarse hasta 3,096 ua y acercarse hasta 2,116 ua. Su excentricidad es 0,188 y la inclinación orbital 2,523 grados. Emplea 1536,55 días en completar una órbita alrededor del Sol.

## Características físicas
La magnitud absoluta de 1993 DV es 14,10. Tiene 3,900 km de diámetro y su albedo se estima en 0,351. 